# Filomen (Machamra)
Filomen, imię świeckie Suhajl Machamra (ur. 1970 w Safut) – jordański duchowny prawosławny, od 2013 arcybiskup pellski.

## Życiorys
W 2006 r. otrzymał postrzyżyny mnisze, w 2008 r. święcenia diakonatu, a w 2010 r. prezbiteratu. 17 marca 2013 r. otrzymał chirotonię biskupią. W czerwcu 2016 r. uczestniczył w Soborze Wszechprawosławnym na Krecie.